# Kartini

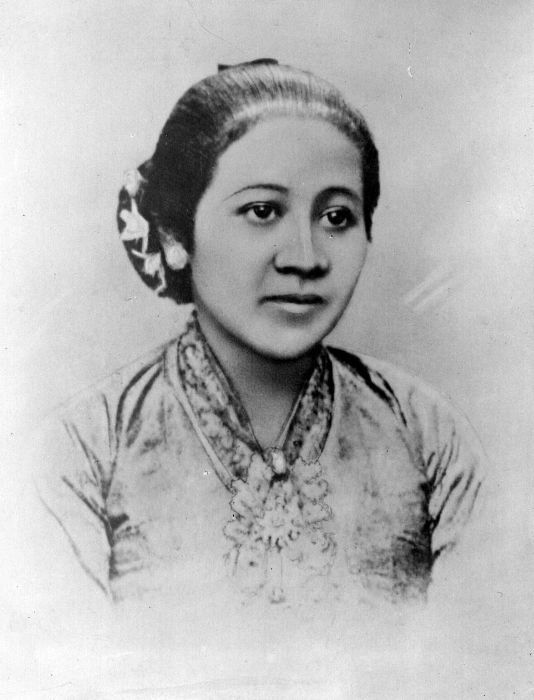
Porträt von Raden Ayu Kartini (1890er)

Raden Adjeng Kartini (* 21. April 1879 in Jepara, Zentraljava, Niederländisch-Indien; † 17. September 1904 in Rembang, Java) war eine indonesische Frauenrechtlerin, die bis heute als Vorkämpferin der indonesischen Frauenbewegung wahrgenommen wird.

## Leben
Raden Ayu Kartini war eine javanische Prinzessin und besaß damit das Privileg, eine Schule zu besuchen. Sie sprach fließend Niederländisch und erhielt ihre Ausbildung in den Niederlanden. 1903 gründete sie eine Mädchenschule, offen für alle Indonesierinnen, unabhängig von ihrem sozialen Status. Es war ein Durchbruch in der indonesischen Bildung. Raden Ayu Kartini setzte sich gegen die Vielehe ein und gilt als eine der größten Nationalheldinnen in der Geschichte Indonesiens.
Ihr älterer Bruder Raden Mas Pandjo Sosro Kartono (1877–1952) studierte in Delft und war während des Ersten Weltkriegs Korrespondent in Europa. Zwischen 1920 und 1924 hielt er sich in Wien auf – wo er auch mit Arthur Schnitzler in Austausch stand.

## Ehrungen
Kartinis Geburtstag hat halboffiziellen Feiertagscharakter und wird landesweit in den Schulen als Kartini-Tag (indonesisch Hari Kartini) gefeiert. Ein Venuskrater ist nach ihr benannt.